# Pescasseroli
Pescasseroli ist eine italienische Gemeinde (comune) mit 2056 Einwohnern (Stand 31. Dezember 2023) in der Provinz L’Aquila in den Abruzzen. Die Gemeinde liegt etwa 85 Kilometer südöstlich von L’Aquila am Sangro und grenzt unmittelbar an die Provinz Frosinone (Latium). Nachbargemeinden sind Alvito (FR), Bisegna, Campoli Appennino (FR), Gioia dei Marsi, Lecce nei Marsi, Opi, San Donato Val di Comino (FR), Scanno, Villavallelonga.
Pescasseroli gehört zur Comunità Montana Alto Sangro Cinque Miglia und ist Teil des Nationalparks Abruzzen, Latium und Molise. Hier befindet sich auch die Nationalparkverwaltung.

## Geschichte
Der Ortsname kommt vermutlich von dem lateinischen pesculum (hoher Ort).
Die Gemeinde war Etappenort des Giro d’Italia 1971.

## Wirtschaft und Verkehr
Durch die Gemeinde führt die frühere Strada statale 83 Marsicana (heute eine Regionalstraße) von
Cerchio nach Scontrone. Der nahe Monte delle Vitelle (1966 Meter) ist ein Gebiet für Skitouristik.

## Gemeindepartnerschaften
- Foggia, Provinz Foggia
- Candela, Provinz Foggia
- Castellane, Département Alpes-de-Haute-Provence

## In Pescasseroli geboren
- Benedetto Croce (1866–1952), Philosoph, Humanist, Historiker, Politiker, Kunsthistoriker und Kritiker